# F-111
General Dynamics F-111 је амерички надзвучни ловац-бомбардер средњег домета, који је у различитим верзијама испуњавао и улоге стратешког нуклеарног бомбардера, ваздушног извиђања и електронског ратовања. Развио га је током 1960-их General Dynamics, а први пут је ушао у употребу 1967. године у Америчком ратном ваздухопловству. Краљевско аустралијско ваздухопловство (РААФ) такође је користило овај авион почев од 1973. године. 
F-111 је применио неколико пионирских технологија у производњи авиона, укључујући крила са променљивом геометријом, турбомлазни мотор са накнадним сагоревањем горива и аутоматизовани радар за праћење терена, који му је омогућавао бришући лет на малим висинама, при великој брзини. Његов дизајн је утицао на касније авионе са променљивим крилима, а неке од његових напредних карактеристика постале су уобичајене. Развој F-111 пратили су многобројни проблеми. Неколико његових намераваних улога, као што је морнарички пресретач за употребу са носача авиона, нису се реализовале. 
F-111 је из употребе у Америчком ратном ваздухопловству повучен у 1990-им; заменио га је Ф-15Е страјк игл за ударне мисије средњег домета, док је улогу надзвучног бомбардера преузео B-1 Ленсер. РААФ је био последњи оператор F-111, а летелица је служила до децембра 2010. 

## Дизајн

### Преглед
F-111 је био јуришни авион за све временске прилике, способан за пробијање кроз непријатељску одбрану у бришућем лету.   F-111 је имао крила променљиве геометрије, унутрашње лежиште за оружје и кокпит са седењем један поред другог. Кокпит је био део капсуле за спасавање посаде .  Угао крила променљиве геометрије варирао је између 16 степени и 72,5 степени. Конструкција авиона је углавном била направљена од легура алуминијума са челиком, титанијумом и другим материјалима.   

### Наоружање
Ф-111 је имао унутрашње лежиште за оружје које је могло да носи бомбе, 20 мм топ који се може уклонити, или помоћни резервоар за гориво.    
Свако крило било је опремљено са четири подвесна носача наоружања. Два унутрашња носача на сваком крилу су се ротирала да би се поравнала са трупом, док су спољна два била фиксна. Сваки носач је имао капацитет од 2,300 килограма.

## Оперативна историја
Након раних тестирања, одред од шест авиона послан је у марту 1968. у југоисточну Азију ради тестирања у стварним борбеним условима у Вијетнамском рату . За нешто више од месец дана, три авиона су изгубљена и борбени тестови су заустављени. Показало се да су сва три изгубљена због квара у хоризонталном стабилизатору, а не непријатељским акцијама.   То је изазвало олују критика у САД.  
Септембра 1972. године F-111 се вратио у југоисточну Азију, стациониран у ваздухопловној бази Такхли, Тајланд. Учествовали су у ваздушној офанзиви на снаге Северног Вијетнама,  која је авион назвала "шапатом смрти".  Посаде су описивале њихово летење у Вијетнаму као "брзина је живот", "један пролаз, вуци дупе" и "ако направиш више пролаза у циљном подручју, умреш". Способност F-111 да помоћу радара који прати терен лети само 200 метара изнад нивоа земље при 480 чворова или брже у већини временских услова. чиниле су га веома ефикасни;  мисије нису захтевале допуну горивом и могле су да се изводе у временским условима који би приземљиле већину других летелица. Један F-111 могао је да носи убојни терет као четири авиона F-4 фантом . Вредност нове летелице је почела да показује; F-111 су летели у више од 4.000 борбених мисија у Вијетнаму са само шест борбених губитака. 
Дана 14. априла 1986. године, 18 авиона F-111 и приближно 25 морнаричких авиона извршили су ваздушне нападе на Либију у оквиру операције Кањон Елорадо, прелетевши при томе оно што се показало као најдужа борбена мисија у историји. Повратни лет између база у Великој Британији и Либије од 10,300 km трајао је 13 сати. Један F-111 је изгубљен над Либијом, вероватно оборен. 
F-111 су учествовали у Заливском рату (операција Пустињска олуја) 1991. године. Током пустињске олује, F-111 су извршили 3,2 успешне ударне мисије за сваку неуспешну, што је боље од било које друге америчке ударне летелице коришћене у операцији.  Групација од 66 F-111 бацила је готово 80% ласерски вођених бомби у целој операцији.  F-111 су уништили више од 1500 ирачких тенкова и оклопних возила.  Њихова употреба у противоклопној улози названа је „ трзање тенкова “. 

## Популарна култура
Амерички уметник Џејмс Розенквист насликао је 1965. године авион у својој признатој сликарској поп арт креацији под називом F-111. Слика виси у Музеју модерне уметности у Њујорку. 
Звук F-111 у лету налази се на Златној плочи Војаџера . 